# Schouwerzijl
Schouwerzijl (en groningois : Schouwerziel) est un village de la commune néerlandaise de Het Hogeland, situé dans la province de Groningue.

## Géographie
Le village est situé à 12 km au nord-ouest de Groningue, sur le Kromme Raken, peu avant son embouchure avec le Reitdiep.

## Histoire
Schouwerzijl fait partie de la commune de De Marne avant le 1er janvier 2019, quand celle-ci est supprimée et fusionnée avec Bedum, Eemsmond et Winsum pour former la nouvelle commune de Het Hogeland.

## Démographie
Le 1er janvier 2019, le village comptait 100 habitants.